# Gemeinde Lenderscheid
Die Gemeinde Lenderscheid war eine kurzzeitig bestehende Gemeinde im nordhessischen Landkreis Ziegenhain (Hessen, Deutschland). Sie wurde im Zuge der Gebietsreform in Hessen am 15. September 1968 aus den bis dahin selbstständigen Gemeinden Lanertshausen und Lenderscheid gegründet. Am 1. Juni 1970 schloss sich die Gemeinde Siebertshausen der Gemeinde Lenderscheid an.
Da die Gemeinde Lenderscheid nach Ansicht der hessischen Landesregierung noch immer zu klein war, wurde sie zum 31. Dezember 1971 zur Gemeinde Frielendorf eingemeindet.